# Wolfgang Loitzl
Wolfgang Loitzl (Bad Ischl, 13 de enero de 1980) es un deportista austríaco que compitió en salto en esquí.
Participó en dos Juegos Olímpicos de Invierno, obteniendo una medalla de oro en Vancouver 2010, en la prueba de trampolín grande por equipo (junto con Andreas Kofler, Thomas Morgenstern y Gregor Schlierenzauer), y el cuarto lugar en Salt Lake City 2002, en la misma prueba.
Ganó ocho medallas en el Campeonato Mundial de Esquí Nórdico entre los años 2001 y 2013.

## Palmarés internacional
| Juegos Olímpicos   | Juegos Olímpicos          | Juegos Olímpicos  | Juegos Olímpicos |
| Año                | Lugar                     | Medalla           | Prueba           |
| ------------------ | ------------------------- | ----------------- | ---------------- |
| 2010               | Vancouver (Canadá)        | Medalla de oro    | TG por equipo    |
| Campeonato Mundial |                           |                   |                  |
| Año                | Lugar                     | Medalla           | Prueba           |
| 2001               | Lahti (Finlandia)         | Medalla de oro    | TN por equipo    |
| 2001               | Lahti (Finlandia)         | Medalla de bronce | TG por equipo    |
| 2005               | Oberstdorf (Alemania)     | Medalla de oro    | TN por equipo    |
| 2005               | Oberstdorf (Alemania)     | Medalla de oro    | TG por equipo    |
| 2007               | Sapporo (Japón)           | Medalla de oro    | TG por equipo    |
| 2009               | Liberec (República Checa) | Medalla de oro    | TN individual    |
| 2009               | Liberec (República Checa) | Medalla de oro    | TG por equipo    |
| 2013               | Val di Fiemme (Italia)    | Medalla de oro    | TG por equipo    |